# Бейбулат Таймиев
Бейбула́т (Бей-Булат) Тайми́ев (чечен. Тайми Биболт; 1779 год — 15 июля 1831 года) — чеченский политический и военный деятель конца XVIII — первой половины XIX века, руководитель национально-освободительного движения в Чечне (1802—1831) и народов Кавказа, участник Кавказской войны. А. С. Пушкин в своём очерке «Путешествие в Арзрум» называет его «грозой Кавказа».

## Биография
Бейбулат родился в 1779 году в семье колёсного мастера по имени Тайми, представителя тайпа Билтой, в одном из ичкерийских хуторов неподалёку от города Шали в селе Майртуп..

### Первые годы
Осенью 1802 года с группой в составе семи человек Бейбулат перебрался на надутых козлиных тулуках на левый берег Терека, напал на казачий аванпост дозорных, отомстив тем самым за своего убитого друга. Затем он захватил оружие, поджёг казачий кордон и перебрался тем же путём обратно. Ещё молодому Бейбулату этот поступок дал имя отчаянного абрека.

Российское командование в своих приказах по действующим войскам писало: 
«Неизвестный злодей — чеченец Бейбулат, переправившись нагим через Терек, учинил большое злодеяние, за что мошенника надлежит изловить».
В 1807 году с 12 февраля по 18 марта произошла карательная экспедиция генерала Булгакова с 10-тыс. отрядом в районы Герменчука, Атагов, Хан-Калы против чеченско-дагестанских объединённых сил. Эта экспедиция, хотя и принесла некоторые военные успехи, но сопровождалась большими потерями и показала невозможность прямого российского правления в Чечне. Стало ясно, что управлять ею придется через местных правителей.
6 сентября 1807 года чеченские предводители Бейбулат Таймиев и Чулик Гендаргеноев во исполнение решения схода чеченских старшин, который принял решение прекратить сопротивление, выезжает во Владикавказ для переговоров с властями. В ходе переговоров Таймиеву и Гендаргеноеву командованием предлагается перейти на царскую службу и жалования в размере 250 рублей. По завершении переговоров, Таймиев и Гендаргеноев объявляют о прекращении сопротивления и уже к ноябрю этого же года в чине подпоручиков поступают на царскую службу. В конце ноября этого же года Таймиев получает вызов в Тифлис на собеседование с генералом Гудовичем, который с удовлетворением одобрил переход лидера чеченских общин на службу. Однако, в действующих частях Таймиев пробыл недолго — не согласный с действиями царских чиновников в отношении туземного населения — уже в январе 1808 года он уходит из армии и возвращается в горы. По другой версии они оба приняли решение по своему желанию сдаться империи. А 7 ноября 1807 года Бейбулат поступил на службу в царскую армию в чине подпоручика и с годовым жалованьем в 250 рублей.
В ноябре того же года Бейбулат Таймиев принял присягу на верность Российской империи и прибыл в Тифлис на переговоры с высшим российским государственным чиновником на Кавказе генералом Иваном Гудовичем, которые длились около трёх месяцев, в январе 1808 года он вернулся в горы. Содержание переговоров неизвестно, но есть основания полагать, что Бейбулат, в обмен на формальное признание российского протектората, добивался для Чечни полного внутреннего самоуправления и закрепления положения привилегированного старшинского сословия.
Российская администрация рассматривала Таймиева лишь как одного из многих чеченских предводителей. Поэтому амбициозные планы Таймиева не встретили поддержки. Однако «переиграть» его не удалось: после возвращения в Чечню Бейбулат не только игнорировал свои обязанности, проистекавшие из офицерского звания, но и на протяжении трёх последующих лет во главе многочисленных отрядов постоянно совершал нападения на Кавказскую линию. Так набеги произошли в начале 1810 года, а затем и летом 1810 года, с отрядом в 600 человек. В августе произошли столкновения между чеченскими старшинами, неизвестно принимал ли участие Бейбулат в этом. Его набеги продолжались до декабря включительно.
В мае 1811 года российская администрация вновь пошла на контакты с Таймиевым. Так 30 мая он встретился с генералом Тормасовым в Тбилиси, а на следующий день вернулся на царскую службу, однако позже вернулся в горы снова, захватив при этом в плен майора Швецова. Летом того же года в союзе с Алиханом Аварским начал совместное выступление против колонизаторской деятельности империи. В августе они потерпели поражение. Наполеоновские войны заставили Россию приостановить давление на Кавказ. До 1816 года Россия воздерживалась от вмешательства в события на Кавказе.

### Кавказская война
Ситуация изменилась после назначения командующим Кавказским корпусом А. П. Ермолова, имевшего поручение форсировать присоединение горских территорий. Он считал, что эти регионы слабы из-за отсутствия централизованной власти и потому военные методы наиболее эффективны. По этой причине он с пренебрежением относился к Таймиеву. Однако Таймиев обладал большим политическим авторитетом и контролировал значительную часть Чечни.
Таймиев дважды встречался с Ермоловым в сентябре 1816 года. Первый раз в Георгиевске. Во второй раз во Владикавказе, по инициативе Ермолова.

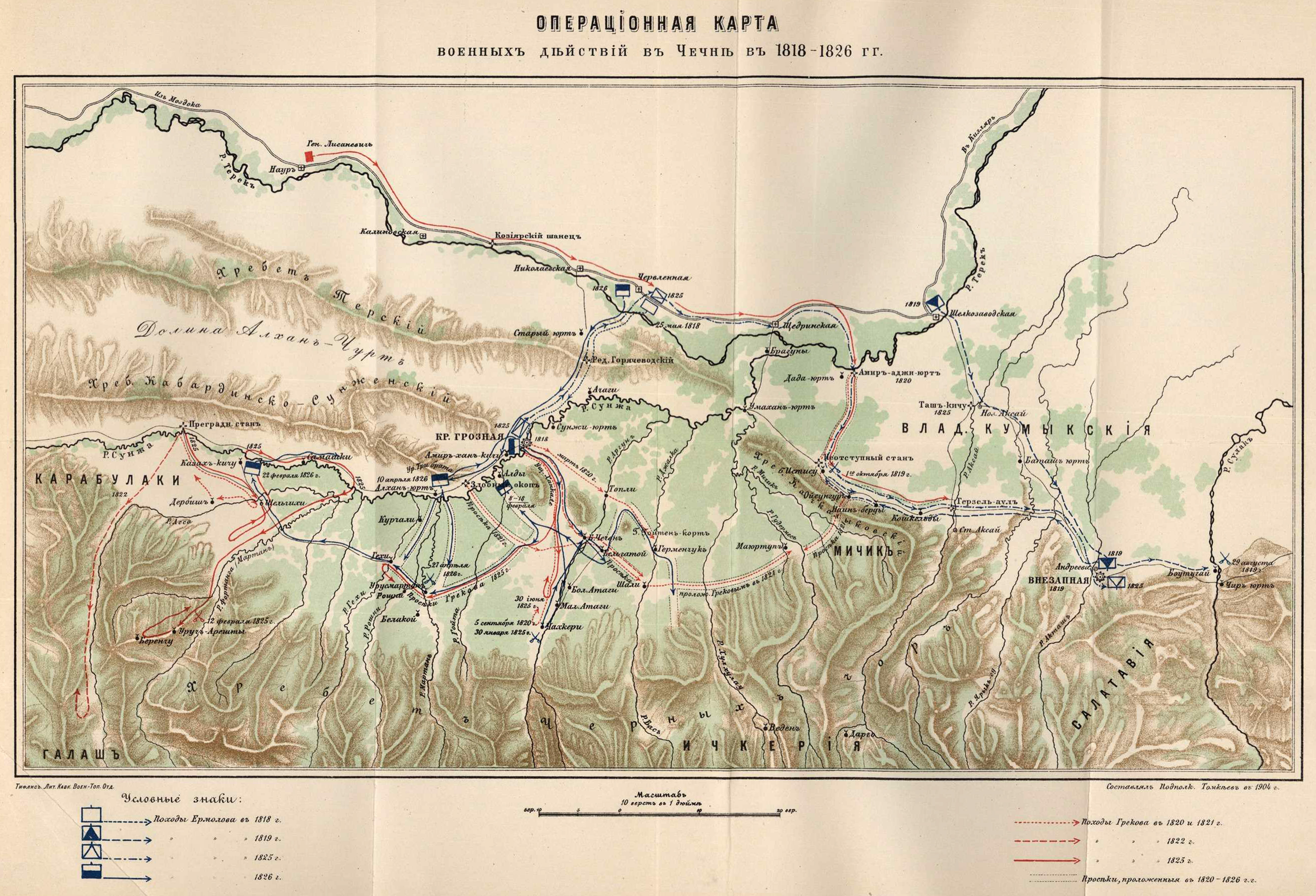
Операционная карта военных действий в Чечне в 1818—1826 года. Составитель подполковник В. И. Томкеев 1904 год.

В октябре 1818 года вел переговоры с полковником Грековым в крепости Грозная. 1819 году Ермолов провел карательную экспедицию в аулы Большой Чечен, Шали, — Герменчук, Автуры, Гельдиген, Майртуп, а 4 августа того же года полковник Греков уничтожил чеченские аулы по берегам реки Шовдан и Аргун. В 1820 году продолжалось строительство Сунженской линии от крепости Грозная до крепости Бурная и была проложена просека к аулу Герменчук. С 6-15 марта того же года полковник Греков взял аул Топли и уничтожил аул Герменчук. Началось проложение Ханкальской просеки. Также в марте генерал-майор П. Сысоев началось заложение укреплений Неотступный стан у аула Исти-Су и Злобный окоп на реке Сунже. 3 мая 1820 года имперцы заложили редут на реке Сунже, при впадении в неё реки Мартан. В октябре завершилось строительство укрепления Неотступного стана и Герзеля. Тогда же Герменчукцы покорились России. С 21 по 26 октября — 2-й Командующий Кавказской линией генерал Сталь, под угрозой вырезать задержанных старшин, мобилизовал на рубку просек жителей Гудермеса, Брагуны, Аксай, Костек, Кошкельды, Давлетгери-аул и других аулов, а также задержал у себя в виде аманатов 50 старшин качкалыкских аулов. В ответ на всё это в 1821 году началось общее восстание чеченцев под руководством Бейбулата Таймиева.
В начале марта 1821 года полковник Греков уничтожил качкалыковские аулы Исти-Су, Ойсунгур и ряд других. 24 мая в Майртупской мечети мулла Магомед был объявлен духовным вождем Чечни. 30 июня Греков начал вырубку майртупского леса. В 1822 году Бейбулат совершал набеги на имперские укрепления. В том же году Мулла Абдул-Кадыр Герменчукский делает неудачную попытку поднять всеобщее восстание в Чечне. В начале февраля полковник Греков уничтожил аулы Гойты и Урус-Мартан, и взял у жителей аманаты. С 8 по 14 февраля отряд Грекова истребил аулы Шали и Малые Атаги. Там же погиб Абдул-Кадыр Герменчукский. В октябре началось новое восстание чеченцев, за что 28 октября был сожжён аул Топли. А в начале ноября Греков снова разорил аулы по реке Аргун.
Кровавые набеги Ермолова сорвали планы Таймиева по объединению чеченских обществ под его властью. Однако политика России, направленная на предотвращение образования горского государства, привела к ускорению образования такого государства. Но объединение происходило на основе идеологии радикального («крайнего», или «экстатического» суфизма (аль-Бистами, аль-Халладж и др.) мюридизма, откровенно враждебного России. Политика России подорвала позиции Таймиева, стремившегося к объединению Чечни и не исключавшего при этом возможности мира с Россией, и расчистила дорогу к власти дагестанским имамам, для которых Россия была страной язычников, с которыми долженствовало вести непримиримую войну.
Таймиев понимал угрозу его власти в Чечне со стороны радикального мюридизма и газавата и невозможность отвести эту угрозу с помощью России. Но отказаться от союза с России он тоже не мог, поскольку понимал бесперспективность военного столкновения с Россией. Дилемма, возникшая перед Таймиевым, не допускала компромисса: либо быть сметённым массовым освободительным движением, либо возглавить его, чтобы сохранить возможность влиять на происходящие события.
1 января 1824 года, при посредничестве Тарковского шамхала, в Эрпели, Таймиев вновь встречался с Ермоловым. Позже, Бейбулат совместно с муллой Магомедом Майртупским и Авко Герменчукским выступили против колонизаторов. При этом Авко был провозглашён временным имамом Чечни. Весной виделся с основоположником учения мюридизма Магометом Ярагским в Дагестане, а позже убил ставленника Ермолова, кумыкского князя Мехти-Гирея у аула Старо-Сунженского.
Летом 1824 года Таймиев провёл в Дагестане переговоры с главным идеологом газавата М. Ярагинским. В 1824—1826 годах Таймиев был одним из самых авторитетных военных руководителей чеченцев. Его атаки оборачивались для русских войск тяжёлыми поражениями. Но его политическое лидерство оспаривалось претендентами на роль имамов Чечни.
К 1825 году Бейбулат объединил под своей властью большую часть Чечни. Народное собрание избрало его старшиной всей Чечни с титулом «Мехкан да» («правитель страны») и наделило правом назначать и смещать старшин (в обычных условиях они избирались населением) селений и обществ.
Бейболат неоднократно встречался с российскими представителями на Кавказе, в том числе и с наместниками Гудовичем, Тормасовым, Ртищевым, и два раза с Ермоловым, пытаясь добиться автономии Чечни в составе России, что было неприемлемым для Ермолова. Тем не менее к нему относились положительно, его одаривали офицерским званием, подарками и жалованьем.
В январе 1825 года Греков, уже будучи генералом, снова вторгся в Чечню и разорил аулы Гойты, Урус-Мартан, Гехи. В марте он же вырубил просеки Брагуны—Амир-Аджи-юрт, Брагуны — Аксай, Аксай — Герзель. 24 мая произошел общечеченский съезд в селе Майртуп. Избрание на съезде имамом Чечни Магомы Кудуклинского, сподвижника Магомета Ярагского. В начале июня в Назрани был арестован сподвижник Бейбулата — яндырский старшина Джамбулат Цечоев, а по приказу генерала Ермолова, он был затем зверски убит. За это началось новое всеобщее восстание в Чечне под руководством Бейбулата. 15 июня на помощь осажденному Герзелю прибыли генерал Греков из Грозной и генерал-лейтенант Лисаневич из Георгиевска, а 22 июня, по призыву Бейбулата и муллы Магомеда на помощь восставшим в Ичкерию прибыли отряды дагестанских вольных обществ. 25 июля произошел второй общечеченский съезд в селе Майртуп, однако всё закончилось расколом между руководителями восстания. 7 июля прибыл отряд генерала Грекова в Герзель-аул, а в ночь с 7 на 8 Бейбулат взял укрепление Амир-Аджи-юрт, вслед за ним захватили и разрушили два слабых укрепления — Злобный Окоп и Преградный Стан. На следующий день Греков отступил в Грозную, это позволило Бейбулату 12 июля осадить Герзель-аул. 15 июля генералы Лисаневич и Греков прибыли с отрядом в 3360 чел. с орудиями на помощь осажденной крепости Герзель-аул. На следующий день они устроили расправу над 318 чеченцами и кумыками. В результате этой стычки житель села Майртуп, мулла Оччар-Хаджи, убил генерала Грекова и смертельно ранил генерала Лисаневича, который через неделю скончался. 200 чеченских и кумыкских старшин было в итоге убито. 29 августа была совершена неудачная попытка Бейбулатом взять крепость Грозная. 7 и 10 октября были соответственно заложены укрепления Таш-Кечу и Герзель-аул. 25 ноября Бейбулат совершил попытку взять в плен генерала Ермолова у станицы Калиновской. За это Ермолов в 1826 году совершил карательную экспедицию в Большую Чечню и истребил аулы Атаги, Чахкери и Урус-Мартан, а 26 января по февраль аулы Мартан и Гехи. 30 января в битве на реке Аргун было бито войско чеченцев и лезгин.
После жесткого подавления Ермоловым восстания в 1825—1826, во время которого попытки Бейбулата вступить в переговоры оказались тщетными, население Чечни было решительно против войны с Россией. После назначения начальником Левого фланга Кавказской линии генерала Энгельгардта, ставившего акцент на экономических, культурных, образовательных методах управления Кавказом, Бейболат нашёл в нём союзника для воплощения своих планов. Такая политика была продолжена новым наместником Паскевичем.
Об отношении чеченцев к России в этот период наместник писал царю:
Но чеченцы со времени вступления моего в управление сим краем ничего важного не предпринимали противу России, кроме частных разбоев

### Последние годы
27 октября 1827 года Бейбулат вернулся в Чечню из поездки в Иран, где он вел переговоры с шахом о помощи для восстания. В 1828 году Таймиев разорвал отношения с Махомой Кудуклаем (а в его лице — с дагестанским духовенством). 8 апреля 1828 года Бейбулат отправился в Аварию, после того, как там был избран имамом Гази-Мухаммад в 1828 году, с целью борьбы с колонизаторами. В 1829 году Бейбулат был повторно вызван в Тифлис для переговоров с Империей. Там он встретился с А. С. Пушкиным. 30 января 1829 года российское посольство в Тегеране (столица Ирана) было разгромлено.
В 1829—1830 годах развитию отношений способствовал визит Таймиева в ставку Паскевича в Закавказье. Таймиев прибыл с несколькими сотнями сподвижников со всего Кавказа (источники называют количества от 180 до 300 человек) в Тифлис, откуда направился в штаб-квартиру наместника в Эрзуруме, где пробыл два месяца с июля по август 1829 года. Паскевича данные визит обрадовал и тем, что отряд чеченцев принял участие на стороне царских войск в военных действиях против турок. Кроме того, в это время разрабатывались особые правила «Постановления о покорности чеченцев России», проводником которых должен был стать Бейболат при посредничестве шамхала Тарковского, но план разработки так и не осуществился в силу изменений намерений царя и условий на Кавказе.
Таймиеву так и не удалось осуществить свои планы по вхождению Чечни в Россию при собственном посредничестве. На этот период приходится подъём движения Гази-Мухаммада и популяризация мюридизма, против которого «всеми силами» выступал Бейболат, придерживаясь позиции мира с империей, и который окончательно лишил его и его сторонников идеологического и политического влияния. По другой версии он, наоборот, весной 1830 года, признал Гази-Мухаммада имамом Чечни, совместно с Ших-Абдуллой, Ахверди-Магомой, Астемиром и другими вождями.
В 1831 году был убит аксаевским князем Салат-Гиреем, который таким образом, в соответствии с законами кровной мести, отомстил Таймиеву за убийство последним в 1822 году своего отца Мехти-Гирея.

## В культуре

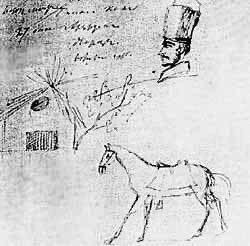
Рисунок А. С. Пушкина с профилем Бейбулата Таймиева (1829).

О Бейбулате Таймиеве упоминал А. С. Пушкин в 1829 году в описании своего путешествия в Эрзурум:
Славный Бей-булат, гроза Кавказа, приезжал в Арзрум с двумя старшинами черкесских селений, возмутившихся во время последних войн. Они обедали у графа Паскевича. Бей-булат мужчина лет тридцати пяти, малорослый и широкоплечий. Он по-русски не говорит или притворяется, что не говорит. Приезд его в Арзрум меня очень обрадовал: он был уже мне порукой в безопасном переезде через горы и Кабарду.
В Чеченском государственном драматическом театре имени Х. Нурадилова режиссёром Русланом Хакишевым по пьесе М. Мусаева был поставлен спектакль «Бейбулат Таймиев».